# لوكهيد مارتن إكس-56
لوكهيد مارتن إكس-56 (بالإنجليزية: Lockheed Martin X-56)‏ هي مركبة جوية تجريبية بدون طيار، مصممة للاستكشاف والطيران على علو شاهق، تعمل بالرفرفة النشطة بدون صوت، لاستخدامها في المستقبل على ارتفاعات عالية وقدرة على التحمل لفترة طويلة (HALE).، أنتجت في الولايات المتحدة. من صناعة لوكهيد مارتن. كان أول طيران لها في 26 يوليو 2013 . صنع منها طائرة واحدة.

## المستخدمون
- ناسا
- مختبر أبحاث سلاح الجو